# セシル・マノロハンタ
セシル・マノロハンタ(Cécile Marie Ange Manorohanta)は、マダガスカルの政治家で、2007年から2009年に国防大臣、2009年から内務担当副首相を務めた。
マノロハンタは、2007年10月27日にシャルル・ラベマナンザーラ内閣の国防大臣に指名され、マダガスカルで初めての女性の国防大臣となった。
2009年2月9日、彼女の辞任が発表され、その際、2009年のマダガスカル・クーデターの際に警察が少なくとも50人の抗議者を射殺した銃撃事件に言及した。参謀本部のw:Mamy Ranaivoniarivoは、その当日に彼女の後任に指名された。
大統領代行のアンドリー・ラジョエリナの下、彼女は2009年9月8日に副首相として再び内閣に入った。
2009年12月18日、ラジョエリナは、権力分担協定の一環として野党によって任命が承認されたウジェーヌ・マンガラザを解任し、マノロハンタを後任に選んだ。しかし、12月20日には、代わりにアルベール・カミーユ・ヴィタルを首相に指名した。
2013年以降、アンツィラナナ大学の学長を務めている。